# Fauna de Macedonia del Norte

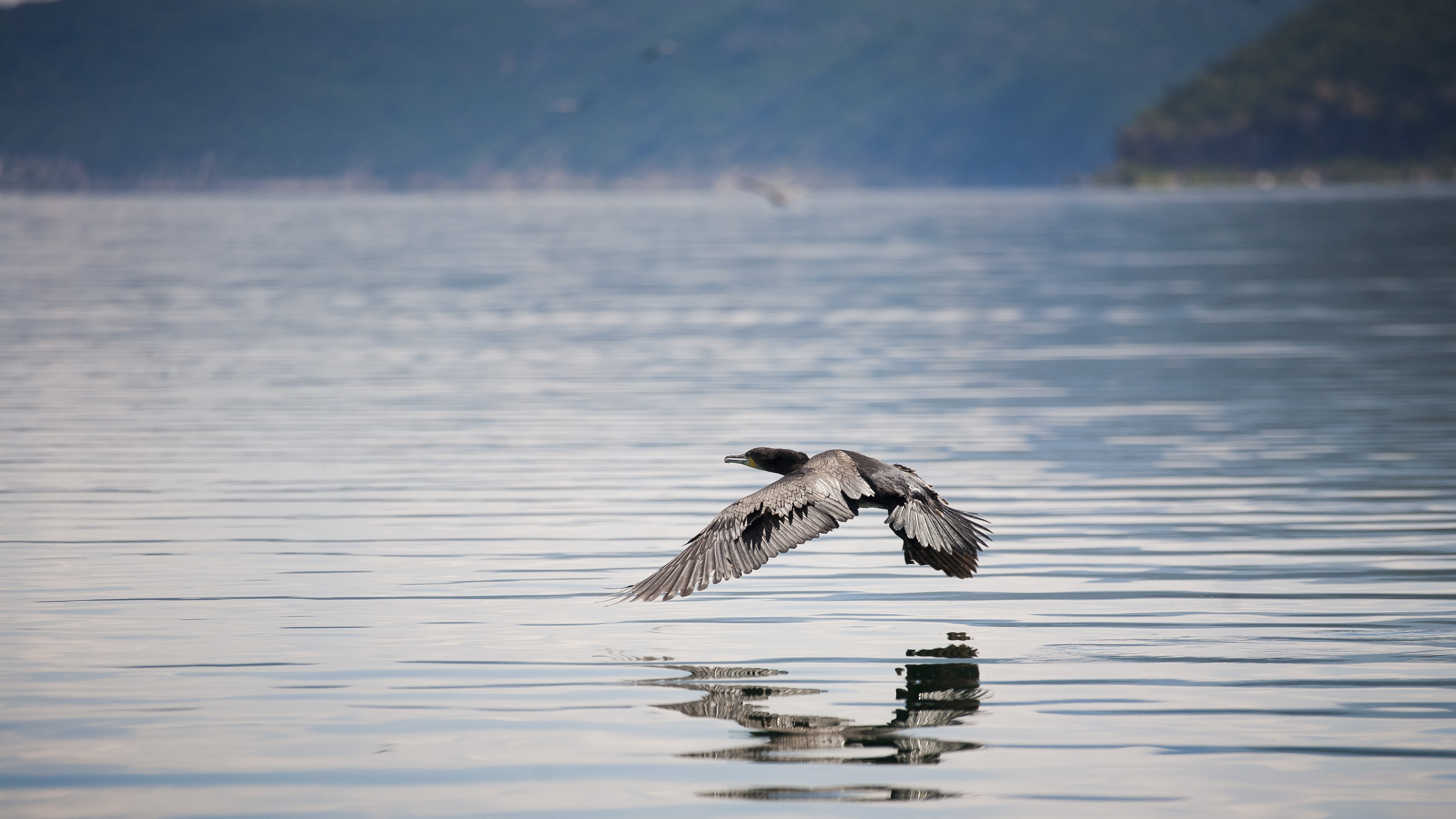
Un cormorán en el Parque Nacional de Galičica

Más de 22.500 especies de fauna han sido registradas en Macedonia del Norte. Más de 10.000 de estas son insectos, que incluyen 3.000 especies de escarabajos y un gran número de lepidópteros, moscas y himenópteros. Además de los insectos, otros grandes grupos de artrópodos incluyen quelíceros (principalmente arañas) y crustáceos. Entre los vertebrados, se han registrado más de 300 especies de aves, aunque no todas anidan en el país. Hay más de 80 especies de peces y mamíferos, 32 reptiles y 14 anfibios.
Se han identificado más de 4.200 plantas, de las cuales más de 3.700 son plantas vasculares. La mayoría de los bosques existentes son caducifolios, y la cantidad de bosque ha aumentado ligeramente en los últimos años. Se han encontrado más de 2.000 especies de algas, la mayoría en lagos. También se han identificado 2.000 especies de hongos, de los cuales el 90 % son Basidiomycota, y al menos 450 liquenes.
El país abarca 25,713 kilómetros cuadrados (9,9 mi²), con gran parte del terreno siendo montañoso. La significativa variación en la topografía ha contribuido a una gran variación en los climas locales, lo que, junto con la presencia de refugios de la era glacial, ha resultado en una significativa diversidad y endemismo. Aunque Macedonia del Norte no tiene salida al mar, cuenta con numerosos ríos y lagos que sustentan la fauna acuática. Los bosques y cuevas en el oeste del país albergan una serie de animales únicos y en peligro de extinción. Los tres lagos más grandes, Lago Ohrid, Lago Prespa y Lago Dojran, son áreas de relativamente alta diversidad.
Hay una interacción sustancial entre las personas y la fauna, especialmente en áreas rurales. Varias especies de plantas y hongos son recolectadas para uso local y para exportación, y muchas especies animales son cazadas. Otras amenazas para la fauna incluyen el cambio en el uso del suelo, la contaminación y el cambio climático. Varias especies de animales y plantas han sufrido extinción local. Diversas leyes protegen algunas especies y hábitats y regulan su uso, y se han desarrollado planes de acción por parte del gobierno, que abarcan temas como el medio ambiente, la biodiversidad y el agua. Se han establecido cuatro parques nacionales, y Macedonia del Norte es parte de varios convenios europeos e internacionales relacionados con la fauna y el medio ambiente.

## Medio ambiente

El valle del río Vardar se encuentra en el centro de Macedonia del Norte, y gran parte del país es montañoso.

Macedonia del Norte abarca 25,713 kilómetros cuadrados (9,9 mi²) en el centro de la península balcánica. Este país sin salida al mar está centrado en el valle del río Vardar, con las fronteras nacionales marcadas por cadenas montañosas. Su paisaje diverso crea una variedad de climas locales, que se pueden dividir en ocho biomas. Los hábitats variados del país, incluidos los entornos naturales y artificiales, se pueden dividir en 28 tipos amplios, que se subdividen en 120 en el tercer nivel de la clasificación EUNIS. Estos se distribuyen en 38 clases de paisajes.
El clima general es templado, con el área experimentando cuatro estaciones a lo largo del año. Sin embargo, la geografía variada implica que hay una significativa variedad climática local. La precipitación también varía significativamente. Hasta 2 metros (6,6 pies) de nieve pueden caer en algunas montañas.
Macedonia del Norte contiene 477 kilómetros cuadrados (184,2 mi²) de aguas superficiales. Sus 35 ríos se dividen en tres cuencas hidrográficas, con una cuenca que desemboca en el mar Egeo, el mar Adriático y el mar Negro. La mayoría del país, 22,075 kilómetros cuadrados (8,5 mi²), cae dentro de la cuenca del Egeo, que contiene el Lago Dojran. 20,661 kilómetros cuadrados (8 mi²) de esta cuenca están cubiertos por el río Vardar y sus afluentes. El resto, 1,649 kilómetros cuadrados (0,6 mi²) de la cuenca de drenaje del Egeo, está cubierto por el río Strumica y sus afluentes. El río principal de la cuenca del Adriático, de 3,359 kilómetros cuadrados (1,3 mi²), es el Drin Negro, que comienza en el Lago Ohrid. El Lago Prespa también cae dentro de esta cuenca. Según algunos cálculos, también hay tres cuencas de drenaje menores, que combinadas cubren poco más del 1 % de Macedonia del Norte. En total, los lagos cubren el 2 % del país, aproximadamente 500 kilómetros cuadrados (193,1 mi²). Los tres grandes lagos mencionados anteriormente son lagos tectónicos. El Lago Ohrid tiene 348,8 kilómetros cuadrados (134,7 mi²), y una profundidad promedio de 144,8 metros (475,1 pies). Se estima que tiene entre 2 y 3 millones de años de antigüedad. El Lago Prespa tiene 274 kilómetros cuadrados (105,8 mi²), con una profundidad promedio de 18,8 metros (61,7 pies). El Lago Dojran tiene 43 kilómetros cuadrados (16,6 mi²), con una profundidad máxima de solo 10 metros (32,8 pies). Estos tres lagos están divididos entre Macedonia del Norte y los países vecinos. Existen alrededor de 43 lagos glaciares en las montañas. También hay 111 lagos artificiales, incluidos grandes embalses.
Una historia geológica compleja significa que las rocas de la superficie del país provienen de muchos períodos de la historia de la Tierra. Hay 13 montañas cuyas alturas superan los 2000 metros (6561,7 pies), siendo la más alta de 2753 metros (9032,2 pies) sobre el nivel del mar. Alrededor del 50 % del país se considera montañoso, conteniendo muchos desfiladeros y valles. Las cuevas, especialmente en las montañas de piedra caliza del oeste, albergan una variedad de fauna cavernícola y contienen sus propios lagos. Los bosques cubren 9888,35 kilómetros cuadrados (3817,9 mi²) del país, de los cuales el 90 % está en tierras de propiedad estatal. Las tierras agrícolas cubren 12 680 kilómetros cuadrados (4895,8 mi²), incluyendo tanto tierras activamente utilizadas como tierras que pueden ser cultivadas rápidamente. Los pastizales constituyen 757.000 de estas tierras agrícolas.

## Plantas

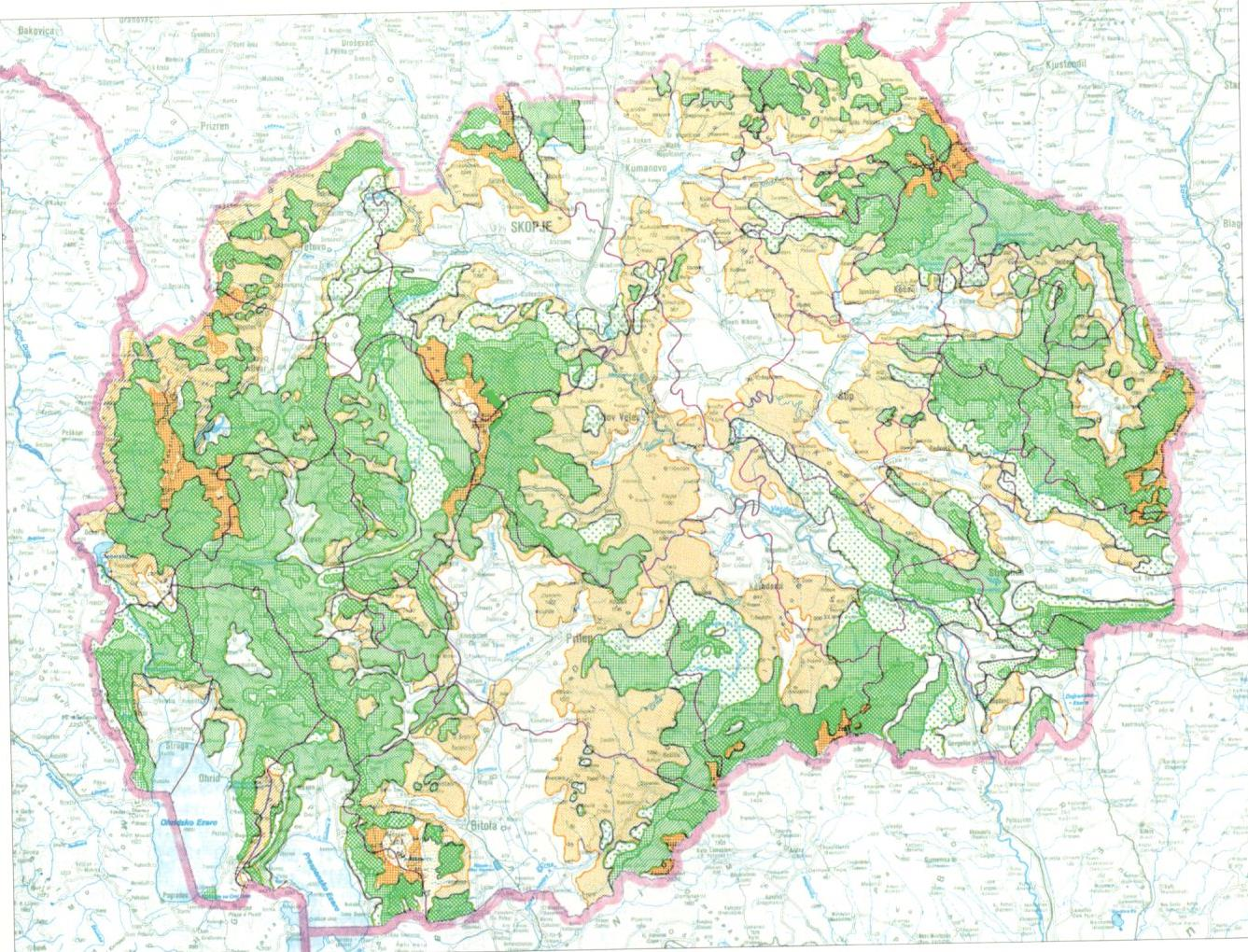
Los bosques cubren gran parte del país

Se han identificado al menos 3.700 especies de plantas vasculares en Macedonia del Norte, de las cuales 116 son endémicas o casi endémicas. 3.200 de estas son plantas con flores. Además, hay 573 especies de plantas no vasculares, ninguna de ellas endémica. Más de 400 de estas especies son musgos, mientras que 100 son hepáticas.
La masa de madera estimada en el país fue de 74 343 000 metros cúbicos (19 639 341 767,1 galAm) en 2008. La superficie boscosa se expandió un 3,5 % en la década previa a 2013, reflejando una disminución en la tala anual, esfuerzos deliberados para ampliar el área boscosa y una reducción en el ganado. Sin embargo, esta recuperación no es compartida por todos los tipos de bosques, ya que la cobertura de bosques coníferos y mixtos ha disminuido. En 2013, el 58 % del bosque era caducifolio, el 30 % mixto, el 7 % conífero y el 5 % se consideraba degradado. Se ha llevado a cabo alguna forestación deliberada con especies invasoras como «Robinia pseudoacacia» y «Ailanthus altissima».
Los bosques de árboles de hoja ancha, dominados por aliso, abedul, álamo y especies de sauce, son algunos de los hábitats más amenazados del país. Los bosques pantanosos están dominados por «Alnus glutinosa». Los bosques de hayas están dominados por robles y especies de haya. Los robles, castaños, carpes y «Carpinus orientalis» dominan los bosques caducifolios. Otros hábitats contienen muchas especies de coníferas.
Se protegen 314 especies de plantas con flores (11 % del total de plantas con flores del país). 14 especies de plantas vasculares evaluadas por el Programa de las Naciones Unidas para el Medio Ambiente están en riesgo de extinción: cuatro están en peligro crítico, cinco en peligro y cinco vulnerables. Se protegen ocho especies de musgos. Solo 11 especies macedonias aparecen en el Convenio de Berna, mientras que cinco están listadas en los anexos de la Directiva de Hábitats de la Unión Europea.
Las especies de plantas que han sufrido extinción local en Macedonia del Norte incluyen «Acorus calamus», «Sagittaria sagittifolia», «Lysimachia thyrsiflora», «Aldrovanda vesiculosa» y «Nymphaea alba». Otras, como «Jacobaea paludosa», «Ranunculus lingua» y «Gentiana pneumonanthe», están cerca de la extinción local, si no lo están ya. «Carex elata» también está al borde de la extinción.

## Hongos

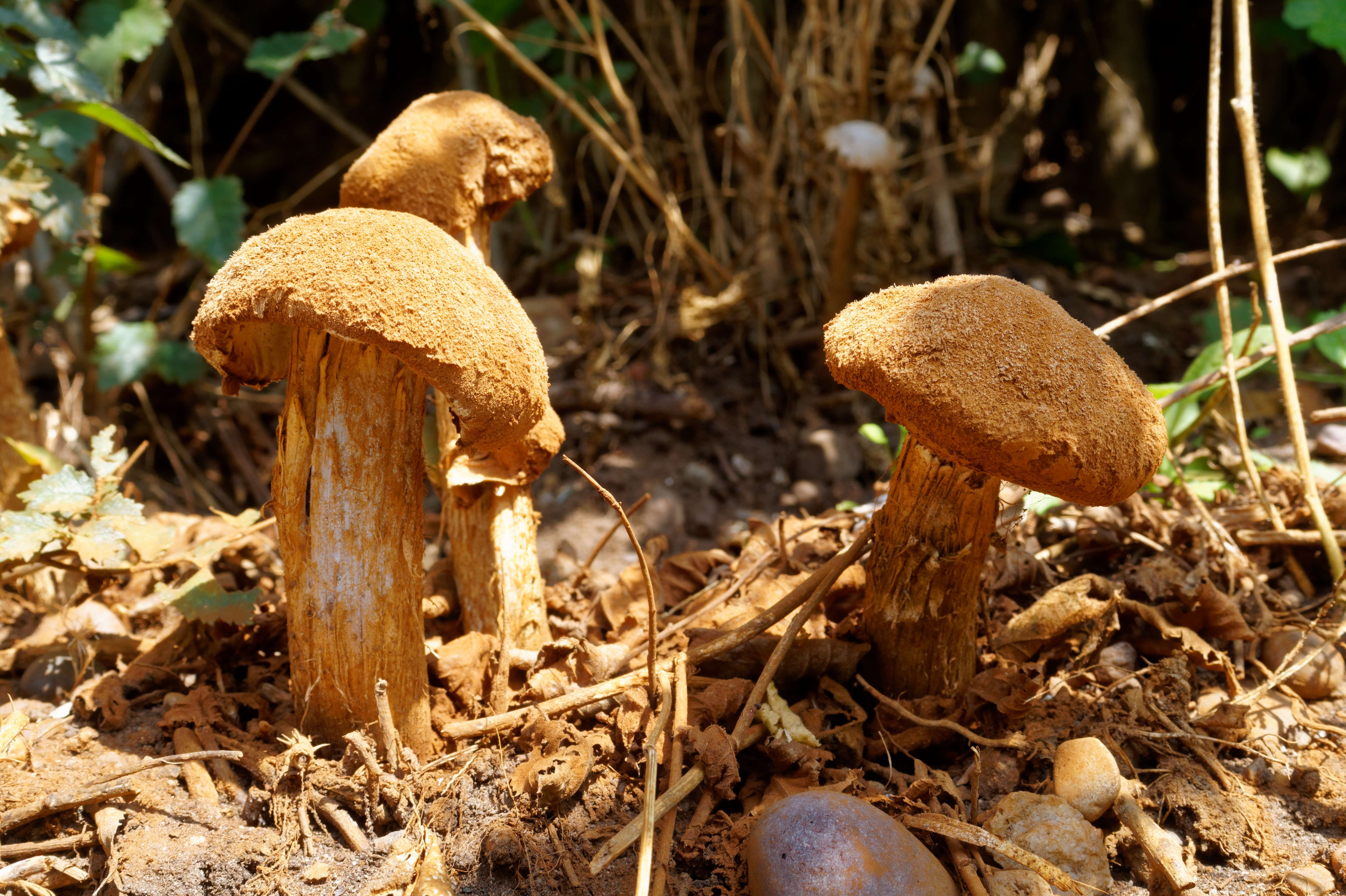
«Battarrea phalloides», que está en peligro crítico en Macedonia del Norte, tiene una población significativa en la isla de Golem Grad en el Lago Prespa.

De los 2.000 taxa de hongos identificados en Macedonia del Norte, ninguno es endémico. Alrededor de 1.800 pertenecen a Basidiomycota (incluyendo 550 dentro de Agaricales y 450 dentro de Aphyllophorales), mientras que 200 especies son Ascomycota. Además, se han identificado al menos 450 especies de liquenes. «Entomophaga maimaiga», un hongo entomopatógeno, se encuentra en polillas gitanas, tras su introducción en la vecina Bulgaria como una forma de controlar la polilla.
Hasta ahora, 122 especies han sido identificadas como amenazadas, y 213 especies de ascomycetes y basidiomycetes han sido evaluadas preliminarmente para el estatus de la Lista Roja de la UICN. De estas, 21 estaban en peligro crítico, 30 en peligro, 71 vulnerables, 40 casi amenazadas, 9 de preocupación menor y 42 con datos insuficientes. Diez de las especies en peligro crítico se han encontrado en una sola ubicación.

## Animales

### Invertebrados
| Filo           | Especies |
| -------------- | -------- |
| Acanthocephala | 8        |
| Annelida       | 175      |
| Artrópodos     | 11849    |
| Cnidaria       | 3        |
| Mollusca       | 320      |
| Nematodos      | 870      |
| Nematomorpha   | 2        |
| Nemertea       | 1        |
| Platelmintos   | 229      |
| Esponjas       | 10       |
| Rotíferos      | 269      |

Se han registrado 13.493 especies de invertebrados en Macedonia del Norte. La gran mayoría de estos (90 %) son artrópodos. Seis de las diez esponjas encontradas en los tres lagos principales son endémicas. «Eunapius carteri dojranensis» es endémica del Lago Dojran. «Ochridaspongia rotunda», «Ochridospongia interlithonis», «Ochridospongilla stankovici» y «Spongilla stankovici» son endémicas del Lago Ohrid. «Spongilla prespensis» es endémica del Lago Prespa. De las tres especies de Cnidaria, una es invasora. Los 229 platelmintos se componen de 158 Neodermata y 71 Turbellaria. Las dos especies conocidas de Nematomorpha son «Gordius nonmaculatus» y «Gordius aquaticus». La única especie conocida de Nemertea es «Prostoma graecense», encontrada en el Lago Ohrid. Los anélidos consisten en 140 Oligochaeta, 30 sanguijuelas y 5 Branchiobdellida. 53 de las 180 especies de anélidos identificadas son endémicas, todas en el Lago Ohrid. 38 de estas especies endémicas son oligoquetos y 11 son Hirudinea.
Hay al menos 870 especies de nematodos, incluyendo 450 especies que habitan en bosques, 80 parásitos de plantas y muchas que viven en lagos. Las especies de Mollusca representadas son principalmente Gastropoda, con 301 especies. Al menos 195 de estas son caracoles terrestres y 107 son caracoles acuáticos. Las 19 especies de moluscos restantes son Bivalvia. De 92 moluscos considerados endémicos, 88 son gasterópodos y cuatro son bivalvos. Una especie de gasterópodo en el Lago Prespa es invasora.

#### Artrópodos
Se han identificado al menos 11.800 especies de artrópodos. De las 1.126 especies de Chelicerata presentes, al menos 60 se consideran endémicas. El orden más numeroso dentro de los quelíceros es el de las arañas, con 767 especies (nueve de las cuales son endémicas). El siguiente taxón más grande es el de los Acari, cuyas 250 especies incluyen 164 Hydrachnidia y cuatro Halacaridae. Dentro de Halacroidea, el género monotípico «Stygohalacarus», representado por «Stygohalacarus scupiensis», es endémico de Macedonia del Norte, al igual que «Copidognathus profundus». La araña de balsa de pantano, que vive en marismas cerca del monte Belasica, se sabe que come peces. Las especies de quelíceros restantes identificadas son 54 pseudoscorpiones, 50 opiliones, tres escorpiones y dos Solifugae («Galeodes elegans» y «Galeodes graceus»). 19 opiliones son endémicos, junto con 16 pseudoscorpiones.

##### Insectos

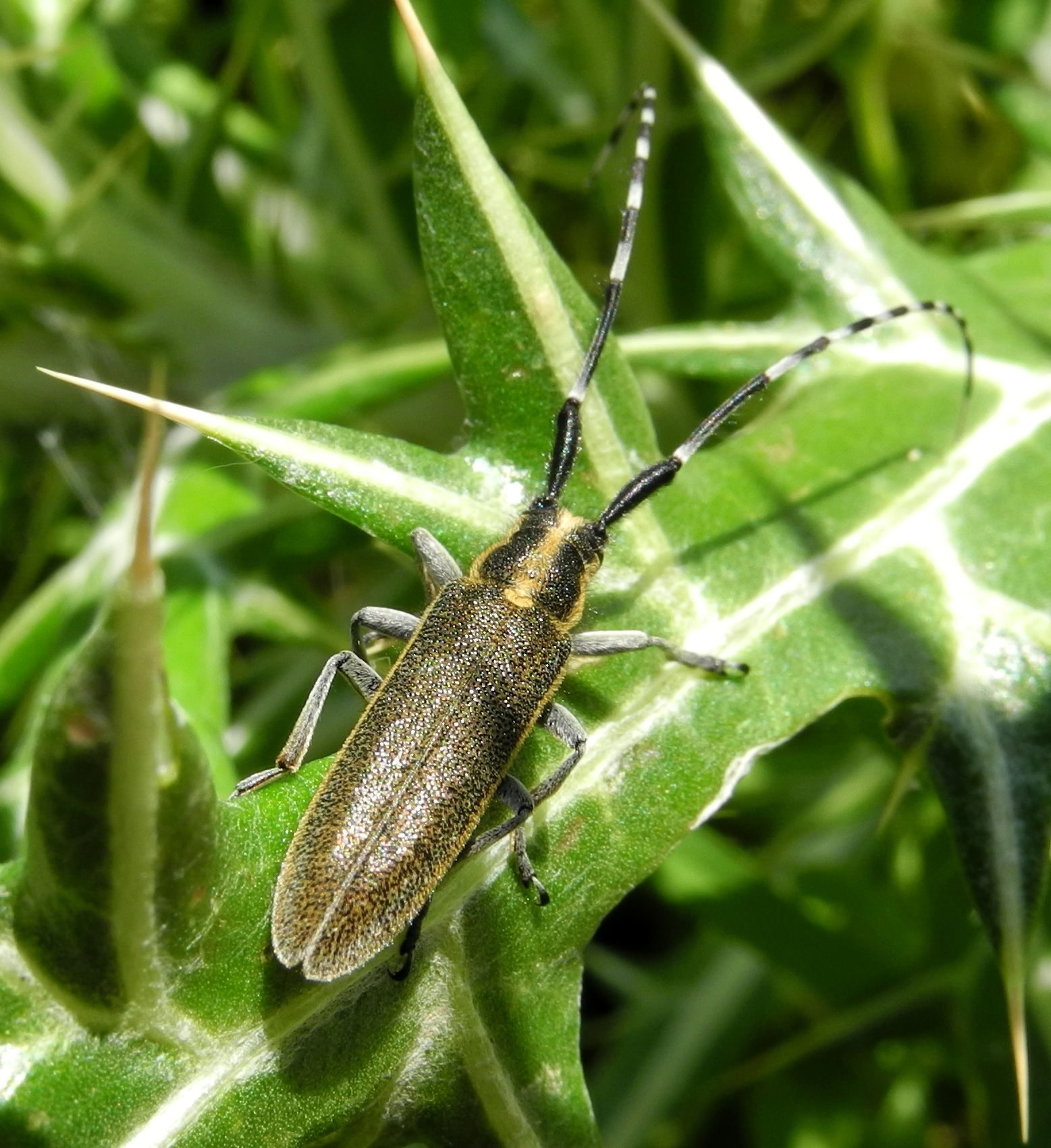
Un escarabajo longicornio en el Parque Nacional de Galičica

Las al menos 10.081 especies de insectos constituyen alrededor del 85 % de las especies de artrópodos del país. Se han identificado al menos 3.145 especies de escarabajos, divididas en 84 familias. Los escarabajos de tierra constituyen un gran número de estos, representados por 573 especies. Dentro de la superfamilia Staphylinoidea, hay 516 especies, incluyendo representantes de las familias Staphylinidae (383 especies), Cholevinae (57), Hydraenidae (42), Silphidae (14), Ptiliidae (4) y Agyrtidae (1). Los escarabajos acuáticos se han identificado en las familias Dytiscidae (62), Haliplidae (11), escarabajos girínidos (6) y Noteridae (2). Dentro de Hydrophiloidea, hay 68 especies de Histeridae y 33 de Hydrophilidae. Hay 14 familias de Scarabaeoidea representadas, que en total contienen 172 especies. Dentro de Cucujoidea, hay quizás más de 200 especies, de las cuales 116 son escarabajos de savia y 33 son Coccinellidae. Dentro de Chrysomeloidea, hay 340 escarabajos de hoja y 176 escarabajos longicornios. Las 88 especies de Bostrichiformia se dividen en cuatro familias: Bostrichidae, Dermestidae, Ptinidae y Nosodendridae. Hay 100 especies de Elateroidea. La mayoría son escarabajos clic (74), con el resto siendo escarabajos soldados (15), luciérnagas (7) y escarabajos de red (4). Hay 44 especies identificadas de Cleroidea. 17 son de Malachiinae y 17 de Dasytinae. Una especie de Dasytidae es endémica de las Montañas Šar. Los 10 restantes son de la familia Cleridae. Otros escarabajos incluyen 290 Curculionidae y 45 escarabajos oscuros.

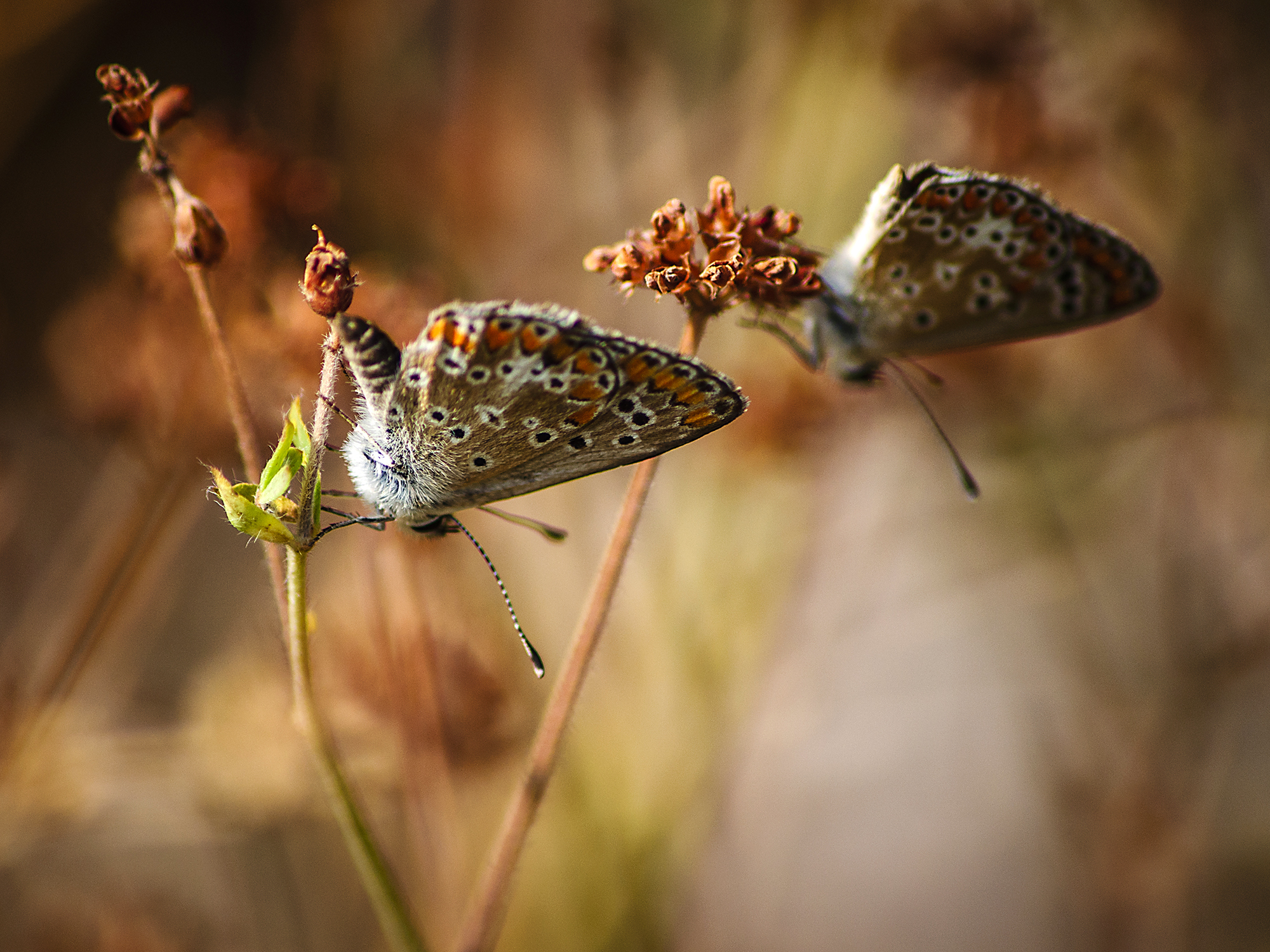
2.638 especies de Lepidoptera han sido encontradas en Macedonia del Norte

Se han identificado un total de 2.638 especies de Lepidoptera. Estas se dividen en 68 familias, con un tamaño de familia que varía desde una sola especie hasta 528 especies (las Noctuidae). 67 especies han sido evaluadas provisionalmente para el estatus de la Lista Roja de la UICN dentro de Macedonia del Norte. Una ha sido identificada como en peligro, con 15 siendo vulnerables y 24 casi amenazadas.
Hay más de 1.500 especies de moscas, que representan 54 familias. La familia más grande es la de las moscas sírfidas, representada por 262 especies. Algunas moscas se consideran posibles vectores de enfermedades, y una, «Obolodiplosis robiniae», es invasora.
Hymenoptera es otro orden diverso, representado por unas 1.077 especies. Un grupo relativamente bien estudiado son las avispas parásitas. Se han encontrado 150 especies de Braconidae. Las 129 especies de Ichneumonidae presentes (21 de las cuales caen dentro de Cryptinae) incluyen tres endémicas: «Hadrodactylus tiphae balcanicus», «Mesochorus venerandus» y «Gelis balcanicus». Eulophidae tiene 40 especies. Las avispas no parásitas incluyen 75 miembros de la familia Vespidae y 37 miembros de la familia Mutillidae. Además de las avispas, hay al menos 113 especies de abejas y 99 especies de hormigas.

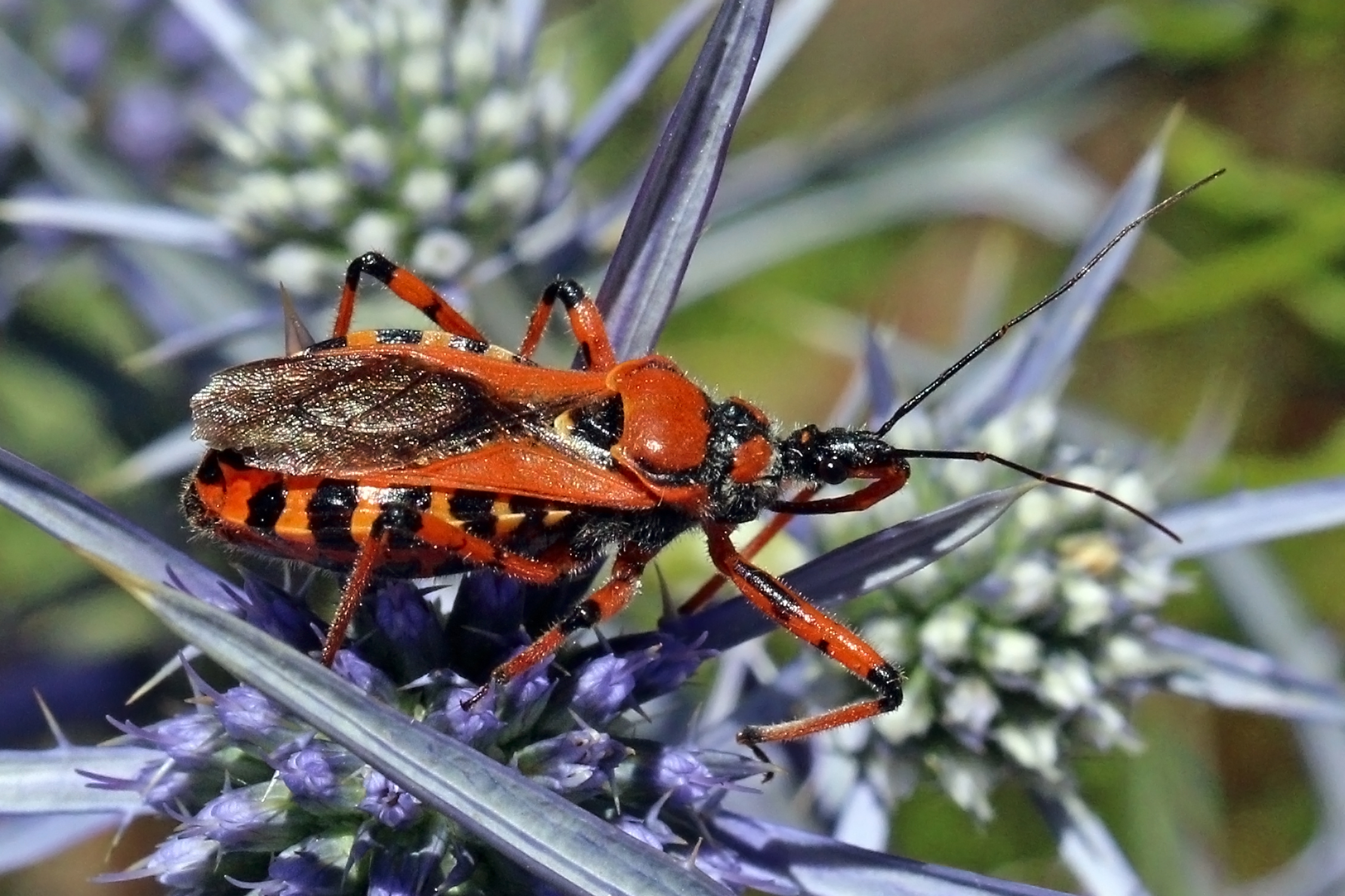
«Rhynocoris iracundus», una de las especies de Heteroptera encontradas en Macedonia del Norte

Dentro de Hemiptera, se han identificado 776 especies de Heteroptera (15 endémicas). Sin embargo, la experiencia local en este taxón es escasa. Se ha sugerido que el número descubierto representa solo el 62 % del total de especies presentes, considerando la tasa de nuevos descubrimientos, la diversidad de hábitats y estudios de países vecinos. El conocimiento sobre Homoptera también es muy limitado, con la mayoría de los estudios cubriendo un pequeño número de especies de ubicaciones específicas. Los Homoptera conocidos consisten en 134 Sternorrhyncha, 15 Cicadomorpha y 13 Fulgoromorpha.
Hay 175 especies identificadas de ortópteros. Una, «Bradyporus macrogaster macrogaste», está en peligro crítico. Cuatro se consideran en peligro, mientras que otras ocho se consideran vulnerables (otras 10 tienen datos insuficientes). Algunas especies se conocen solo por una sola ubicación, o incluso por un solo registro. Hay quizás 106 especies de tricópteros, aunque las estimaciones varían. Las 68 especies de Neuropterida identificadas consisten en 59 Neuroptera y nueve Raphidioptera. Las 13 especies conocidas de pulgas incluyen parásitos de la ardilla de roca balcánica. El país tiene 68 efímeras identificadas, incluyendo siete especies de «Rhithrogena», todas encontradas en el río Pena. Los Dictyoptera conocidos incluyen 12 cucarachas, cuatro mantis, y dos termitas. De las 14 especies de piojos conocidas, dos, «Enderleinellus ferrisi» y «Schizophthirus gliris», son parásitos (de ardillas terrestres europeas y lirones comestibles, respectivamente). «Haploembia solieri», encontrada en Valandovo, es la única especie de Embioptera registrada. Otras especies de insectos incluyen 97 Plecoptera (10 de las cuales son endémicas), 64 Odonata, 49 Psocoptera, 42 tisanópteros, cinco forcípulas, tres Archaeognatha, dos Mecoptera, una Strepsiptera («Hylecthrus rubi») y una Zygentoma. No hay datos para Megaloptera dentro del país.

##### Crustáceos

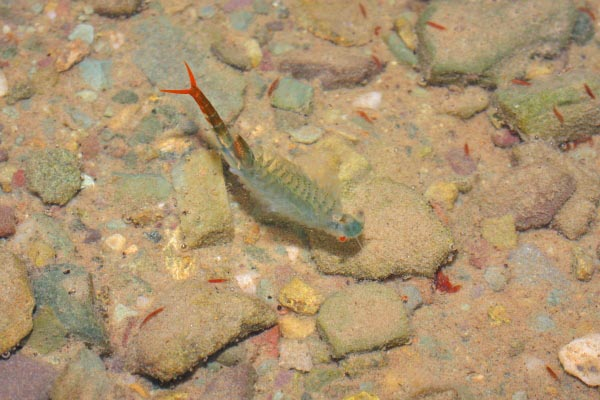
«Chirocephalus diaphanus» en un lago de montaña

De las 490 especies de crustáceos encontradas, 133 se consideran endémicas. Dentro de la clase Branchiopoda, el orden más numeroso es Diplostraca, que tiene 86 especies. «Alona smirnovi» es endémica del Lago Ohrid. De los otros órdenes, hay seis especies de Anostraca, incluyendo «Chirocephalus pelagonicus», que es endémica de los humedales en la llanura de Pelagonia. Las dos especies del orden Notostraca presentes son «Lepidurus apus» y «Triops cancriformis».
Todos los 172 representantes de los ostrácodos son del orden Podocopida. Numerosos géneros dentro de este orden tienen altos niveles de endemismo.
De la clase Maxillopoda, 146 especies son copépodos: 60 Cyclopoida, 54 Harpacticoida, 30 Calanoida y dos Poecilostomatoida. Tanto Cyclopoida como Harpacticoida contienen varios géneros endémicos. 12 de estos copépodos son conocidos por ser parásitos, encontrados infectando peces en los lagos principales. Otros Maxillopoda incluyen tres Branchiura, todos del género «Argulus» dentro de la clase Argulidae. Uno, «Argulus foliaceus», es un parásito de al menos tres especies de peces. Hay un representante conocido de los Pentastomida: «Linguatula serrata», que es un parásito humano.
Hay representantes de cuatro órdenes de Malacostraca. Isopoda está representado por 50 especies, de las cuales alrededor de un tercio son endémicas. Amphipoda está representado por 47 especies, con cinco géneros («Bogidiella», «Gammarus», «Niphargus», «Hadzia» y «Ignolfiella») que contienen muchas especies endémicas. Decapoda está representado por cinco especies: dos Astacidae («Austropotamobius torrentium» y «Astacus astacus»), dos Potamidae («Potamon fluviatile» y «Potamon ibericum») y una Atyidae («Atyaephyra stankoi», encontrada en el Lago Dojran). Bathynellacea está representado por tres especies: «Bathynella natans», «Parabathynella stygia» y «Bathynella chappuisi».
Hay alrededor de 100 especies de Myriapoda, incluyendo 18 milpiés endémicos. Hay 21 especies identificadas de Entognatha, incluyendo 11 colémbolos, ocho Protura y dos Diplura.

### Peces

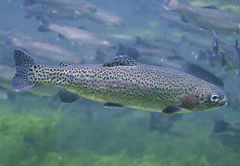
La trucha arcoíris es invasora en Macedonia del Norte

El número total de especies de peces varía según las fuentes, posiblemente debido a diferentes clasificaciones sobre lo que cuenta como especie. Un cálculo identifica 85 Actinopterygii y dos lampreas. De estos, 27 son endémicos y 19 son invasores. Algunos peces son endémicos de ciertos lagos o ríos. El Lago Ohrid tiene 21 especies nativas, de las cuales nueve son endémicas, y siete especies introducidas. El Lago Prespa tiene 11 especies nativas, de las cuales ocho son endémicas, y 12 especies introducidas. El Lago Dojran tiene 12 especies nativas, una de las cuales es endémica, junto con dos especies introducidas.
De los Actinopterygii, el esturión europeo, la anguila europea y «Alburnus macedonicus» se consideran en peligro crítico, y el mínido de Prespa y «Salmo peristericus» se consideran en peligro. Otras 10 especies son vulnerables, una casi amenazada y 10 con datos insuficientes. Las especies de Salmonidae en el Lago Ohrid están en peligro, mientras que la carpa común está en peligro en el Lago Prespa. Las dos especies de lampreas son la lamprea de arroyo ucraniana y «Eudontomyzon stankokaramani». La primera vive en la cuenca de drenaje del Vardar, mientras que la segunda vive en la cuenca del mar Adriático. Ambas están protegidas por la ley.

### Anfibios

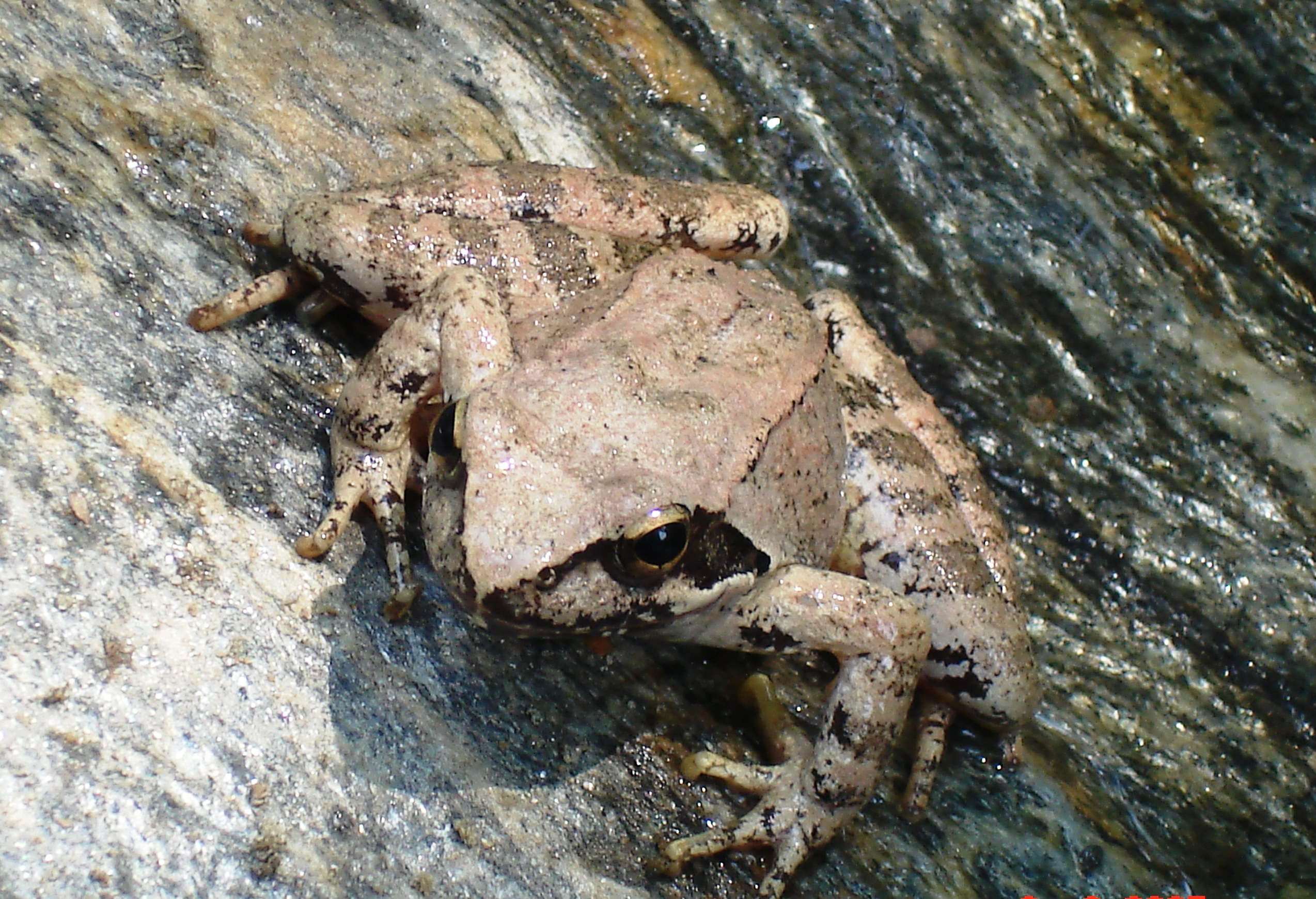
Una rana en el Río Marko

Las especies de anfibios encontradas comprenden nueve ranas y cinco salamandras. Tres de estas han sido categorizadas como en peligro, tres como vulnerables, tres como casi amenazadas y cinco como de preocupación menor. Considerando los efectos de las enfermedades y la pérdida de hábitat, esa proporción de especies de anfibios amenazadas está aproximadamente en línea con el estado de los anfibios a nivel mundial. Ninguna de estas especies es endémica del país, aunque dos son endémicas de los Balcanes.

### Reptiles
Las 32 especies de reptiles presentes están compuestas por 16 serpientes, 12 lagartos y cuatro tortugas. Dentro de Macedonia del Norte, 11 de estas especies están ampliamente distribuidas, 10 están restringidas a ciertos hábitats y 11 tienen un rango muy limitado. Aunque ninguna de estas es endémica del país, dos son endémicas de los Balcanes. Una especie de serpiente presente es la serpiente látigo del Caspio, la serpiente más grande de Europa.
De aquellos con evaluaciones de la Lista Roja de la UICN, siete están en peligro, seis son vulnerables, ocho son casi amenazados y diez son de preocupación menor. La globalmente vulnerable «Vipera ursinii», una de las tres Viperidae en Macedonia del Norte, tiene protección estricta, mientras que otras 22 especies tienen algún nivel de protección. Las tortuga de Hermann, encontradas en bosques y prados, se espera que pierdan al menos un tercio de su población en los próximos 75 años.

### Aves

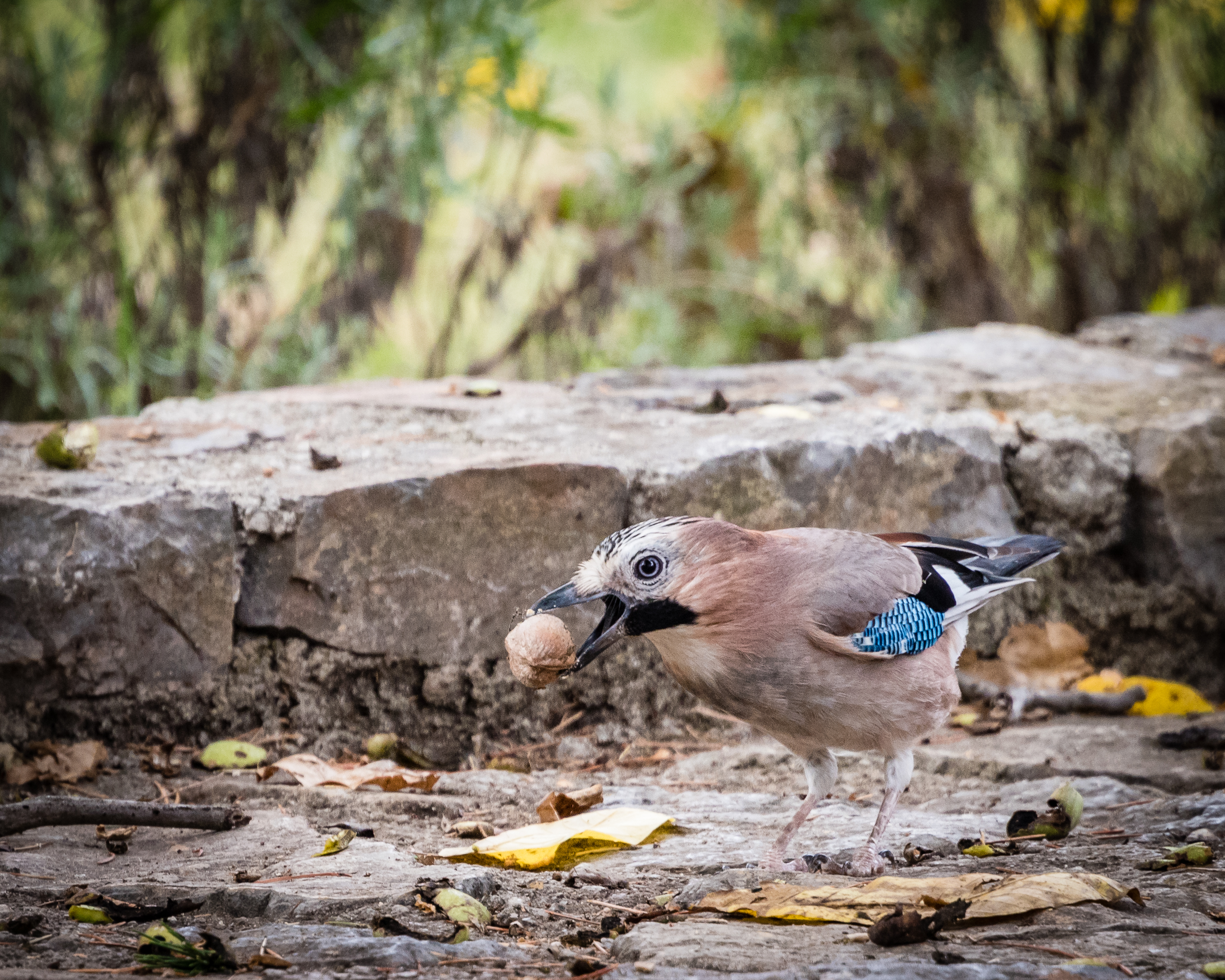
Un arrendajo euroasiático en el Monasterio de San Naum

Hay 318 especies de aves con avistamientos confirmados, y 16 adicionales con registros menos confiables. Ninguna es endémica. 215 de estas especies anidan en el país. 106 especies de aves tienen algún nivel de protección bajo la ley. Al menos ocho especies que anidan han sufrido extinción local, mientras que otras 7-15 ya no anidan en el país. Para muchas especies, quedan menos de 100 parejas anidando.

### Mamíferos
Al menos 85 especies de mamíferos habitan en Macedonia del Norte, de las cuales cuatro son endémicas de los Balcanes: el ratón de campo de dientes anchos occidental, la ardilla de roca balcánica, topillo de Felten y el topo balcánico. La subespecie de rébeco «Rupicapra rupicapra balcanica» y la subespecie de lince lince balcánico son endémicas de los Balcanes y tienen poblaciones principales dentro de Macedonia del Norte. Se ha sugerido que la población de ardilla terrestre europea del país se considere una subespecie propia. Ocho especies de mamíferos se consideran invasoras.

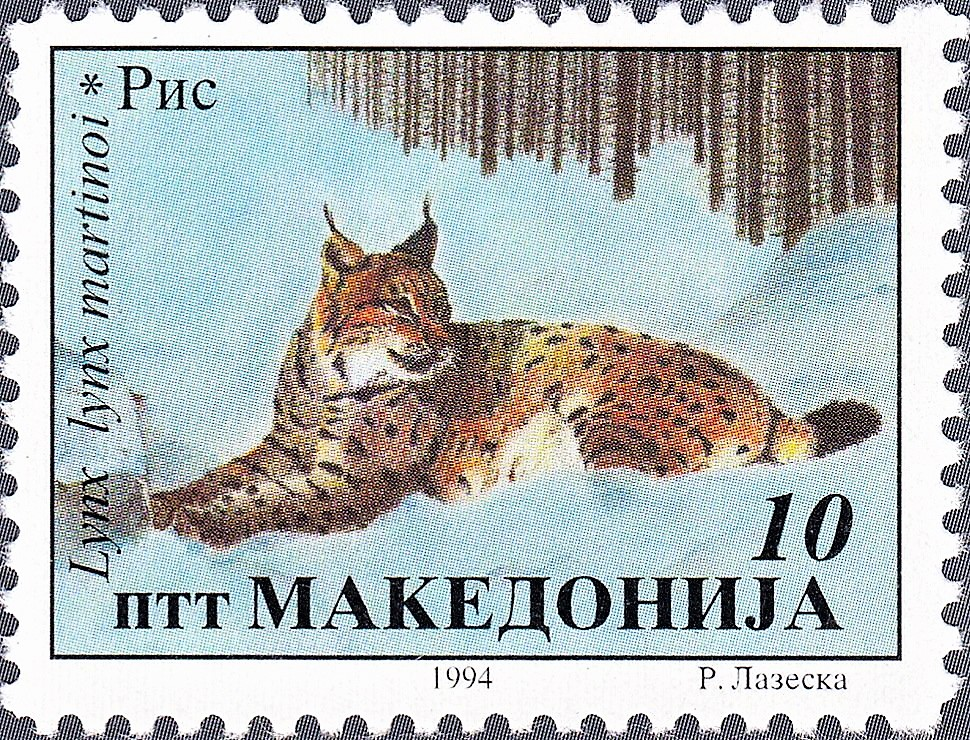
El lince balcánico en un sello macedonio

El lince balcánico persiste alrededor de la frontera albano-macedonia. Su baja población hace que sea raramente visto, y es objeto de esfuerzos de recuperación. El lince tiene una reputación de matar ganado, a pesar de que hay muy pocos incidentes registrados. Hay quizás menos de 100 distribuidos entre Macedonia del Norte y Albania. Los osos pardos viven en bosques montañosos en el oeste del país. Alrededor de 160-200 individuos habitan estos bosques, parte de la población más grande de Dinaric-Pindos. Alrededor de 70 se encuentran en el Parque Nacional de Mavrovo. La población de lobos ascendía a unos 800-1.000 en 2013.
Las nutrias euroasiáticas se pueden encontrar en la mayoría de los cursos de agua, aunque están ausentes en un par de áreas con niveles particularmente altos de contaminación. Los chacales dorados se consideraban extintos en la zona en la década de 1960, pero se restablecieron en áreas boscosas montañosas, especialmente en el oeste, durante el siglo XXI. Un individuo de perro mapache, una especie introducida en la Rusia europea en el siglo XX, fue encontrado muerto en el norte del país, lo que indica que la especie se está extendiendo hacia el sur. Los herbívoros incluyen corzo, rébeco, jabalí, y liebres europeas. Las ardillas terrestres europeas se encuentran en el Mokra Gora.
El gato montés europeo, el lince balcánico, la nutria euroasiática, el oso pardo, la ardilla terrestre europea y la ardilla de roca balcánica tienen protección estricta bajo la legislación nacional, y otras 10 especies de mamíferos tienen niveles menores de protección. Tres murciélagos, dos roedores y un mustélido están listados como amenazados en la Lista Roja de la UICN.

## Algas
El conocimiento de las especies de algas en Macedonia del Norte sigue siendo irregular, con investigaciones inconsistentes y varios taxa que aún no están completamente identificados. Hay 2.095 formas de algas identificadas, con la gran mayoría siendo diatomeas. Se estima que al menos el 10 % de estas son endémicas, con al menos 194 identificadas como tales hasta ahora. La mayoría de las investigaciones sobre algas se han realizado en los lagos Ohrid y Prespa. El Lago Ohrid por sí solo alberga 798 taxa identificados, con 158 siendo endémicos solo de ese lago.

## Puntos calientes de diversidad y endemismo

El Lago Ohrid y el Lago Prespa son los dos lagos más grandes de Macedonia del Norte.

Dentro de Macedonia del Norte, hay múltiples áreas que probablemente tienen un alto endemismo. El Lago Ohrid es un área extensamente estudiada, y su diversidad se refleja en un alto número de especies endémicas. El Lago Prespa está bastante cerca del Lago Ohrid, y los dos lagos están conectados hidrológicamente. Aunque el Lago Prespa tiene menos especies que el Lago Ohrid y aunque los dos lagos comparten composiciones de especies similares, el Lago Prespa tiene sus propias especies endémicas y especies más relacionadas con cuerpos de agua más occidentales que con el Lago Ohrid.
Solo en el Lago Ohrid hay más de 100 insectos, 75 platelmintos (35 endémicos del lago y cuerpos de agua cercanos), 72 gasterópodos (56 endémicos), 52 ostrácodos (33 endémicos), 49 rotíferos, 43 Acari, 36 oligoquetos (17 endémicos), 36 copépodos (seis endémicos), 31 Cladocera (uno endémico), 30 ciliados endémicos, 24 sanguijuelas (12 endémicas), 24 nematodos (tres endémicos), 14 amebas, 13 bivalvos (dos endémicos), 10-11 Amphipoda (nueve endémicos), cuatro isópodos (tres endémicos), cuatro esponjas y dos decápodos. Las especies del género «Ancylus» en este lago son monofiléticas, probablemente evolucionando dentro del propio lago. La misma situación ocurre con las sanguijuelas del género «Dina».
El Lago Prespa está menos estudiado, pero se sabe que tiene más de 100 insectos, 90 crustáceos, 60 rotíferos, 50 platelmintos, 36 moluscos (27 de los cuales son caracoles), 35 anélidos y tres esponjas. Siete de estos caracoles son endémicos, al igual que el molusco «Pisidium maasseni». Las especies de caracoles «Radix» en Ohrid y Prespa están relacionadas, y hay especies endémicas en manantiales cerca del Monasterio de San Naum que no están relacionadas con las especies encontradas en los lagos. El Lago Dojran tiene 17 rotíferos.
Se espera que las áreas montañosas también contengan varias especies endémicas. Macedonia del Norte contiene muchas áreas de refugios de la era glacial, que retienen una significativa diversidad de plantas. El endemismo y subendemismo de plantas es alto alrededor de las áreas montañosas. La diversidad de mamíferos es mayor en el oeste montañoso del país. Las cuevas en el oeste, especialmente dentro de las cuencas de drenaje de los ríos Radika, Galičica, Jakupica y Poreche, se cree que tienen tasas de endemismo de invertebrados de alrededor del 90 %. Se conocen 57 especies de estigofauna, incluyendo 14 pseudoscorpiones, 12 escarabajos y 10 isópodos.

## Influencia humana

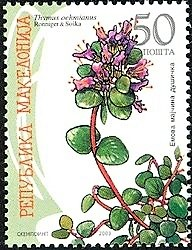
«Thymus oehmianus» en un sello macedonio.

Hay una interacción significativa entre las personas de Macedonia del Norte y la fauna, especialmente en áreas rurales. Esto continúa a pesar de que las áreas rurales disminuyeron en población un 2,2 % de 2005 a 2010. La recolección de plantas silvestres sigue siendo una actividad común para aquellos en áreas rurales. Alrededor de 700 especies de plantas se consideran medicinales o aromáticas, con 220 frecuentemente utilizadas. Una cuarta parte de las especies de hongos conocidas son comestibles, y algunos hongos y líquenes se recolectan para uso y exportación.
Los carnívoros, como osos, lobos y linces, son vistos negativamente en algunas áreas. Se sabe que osos y lobos atacan ganado como ovejas, vacas y cabras. En algunos casos, se ha informado que los lobos cazan hasta el 38 % de los rebaños de ovejas y un porcentaje aún mayor de cabras. Los zorros y gatos salvajes se reportan como matadores de aves de corral. Hay informes de ataques de osos, lobos e incluso linces y chacales a humanos, aunque ninguno de estos ataques resultó en muertes. Se espera que dicho conflicto disminuya dado que el número de ovejas en el país se redujo a la mitad tras un brote de fiebre aftosa en 1996 y una consiguiente caída en el valor de los productos de oveja. Los osos y jabalíes también son conocidos por dañar productos agrícolas.
Algunas especies tienen relevancia cultural. El lince está representado en una moneda de denar. Las cigüeñas se consideran portadoras de suerte en el folclore local, especialmente con respecto al nacimiento de hijos.

## Amenazas

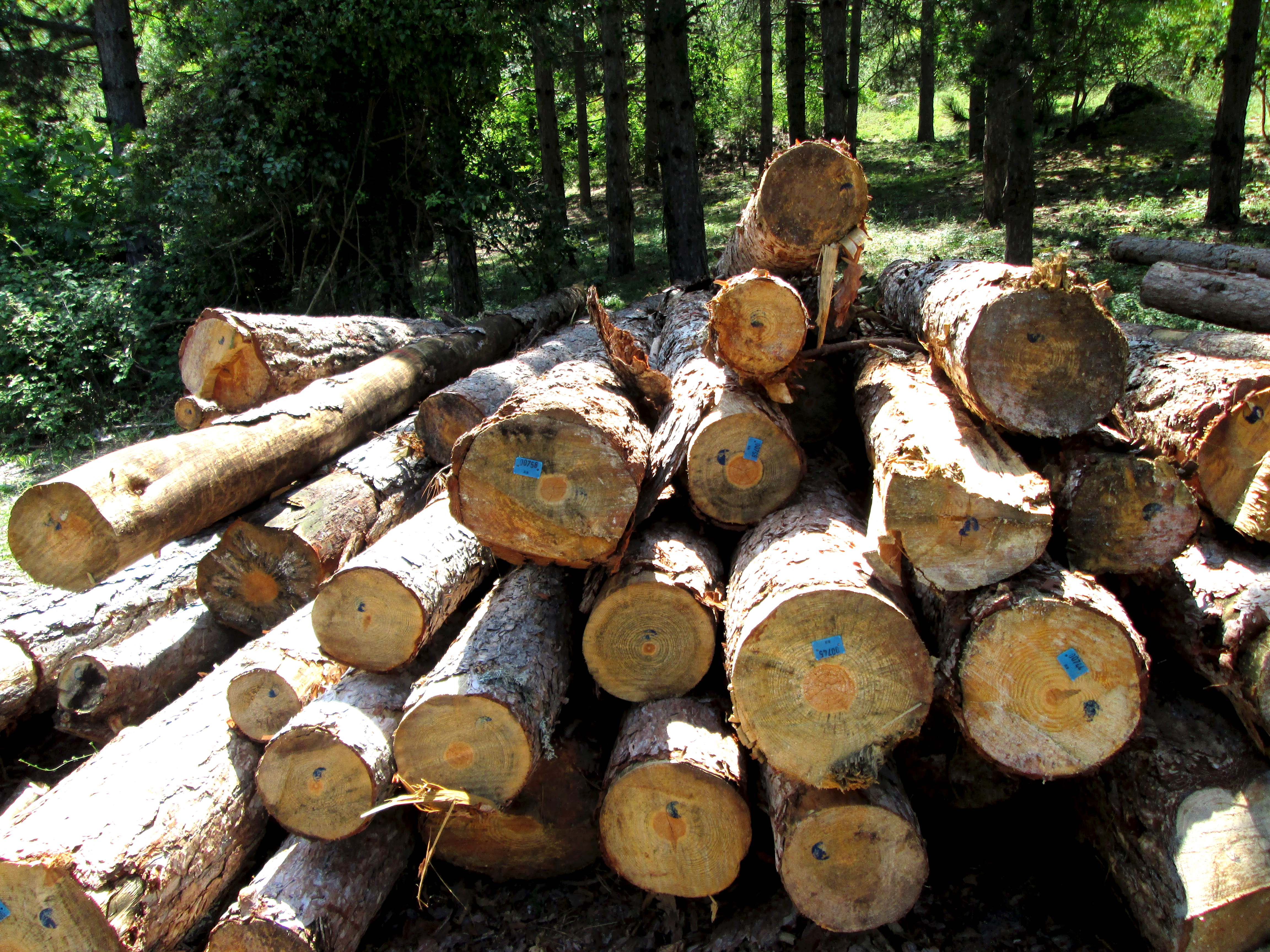
Árboles talados cerca del río Radika

La falta de datos es un problema significativo para evaluar las amenazas ambientales. Por ejemplo, el conocimiento sobre especies invasoras es insuficiente. Las especies invasoras relativamente bien estudiadas son generalmente aquellas que afectan directamente a los recursos comerciales, como el escarabajo de la patata que afecta a los cultivos y el carpa prusiana que reduce las poblaciones de peces nativos en el lago Doiran.
El drenaje de pantanos, los cambios en el uso del suelo agrícola y la minería han alterado significativamente el paisaje. Las presas hidroeléctricas se han instalado en gargantas que albergan plantas raras y endémicas. «Lysimachia thyrsiflora» se extinguió localmente debido a la creación del lago Mavrovo. Las presas en el Drin Negro han bloqueado la migración de anguilas hacia el mar de los Sargazos. Los cursos de agua más pequeños corren riesgo de desvío y agotamiento debido a la demanda de riego.
La contaminación del agua sigue siendo un problema. El río más contaminado, el Vardar, recibe anualmente alrededor de 120,000,000 cubic metres (4.2×109 pies cúbicos) de desechos, incluyendo 75,000 toneladas de partículas sólidas, 5,000 toneladas de nitrógeno y 1,000 toneladas de fósforo. La industria pesada contribuye a esta contaminación tanto en aguas superficiales como subterráneas. Los pantanos son un hábitat bajo amenaza considerable, no solo por los cambios en el uso del suelo, sino también por el cambio climático, y los pantanos de tierras bajas podrían desaparecer completamente del país. Esta conversión de humedales está amenazando a las especies de plantas locales. Además de la contaminación del agua y la modificación del flujo de agua, los peces están amenazados por la pesca ilegal y las especies invasoras. En tierra, muchas especies de plantas están amenazadas por la sobreexplotación. «Gentiana lutea» es rara debido a la recolección excesiva con fines medicinales. La tala ilegal también es una amenaza, reduciendo el hábitat de animales como el lince.
La caza furtiva puede ser un problema, con trampas y veneno utilizados para capturar animales como el jabalí. La caza furtiva aumentó después de la independencia, debido a las altas tarifas percibidas para cazar en uno de los 249 cotos de caza y a la falta de castigos, a pesar de que cazar un lince teóricamente es punible con ocho años de cárcel. La caza de lobos es legal. Al considerarlos plagas, el gobierno paga una recompensa de 700 denar por lobo muerto. Entre 100 y 200 lobos son asesinados por año, principalmente durante encuentros fortuitos mientras se cazan otros animales. Los osos pardos todavía son cazados furtivamente en ocasiones, y aunque su caza fue prohibida en 1996, su población no ha aumentado significativamente desde entonces. La caza furtiva también ha causado una disminución en la población de rebecos.

## Conservación

El lince de los Balcanes se encuentra principalmente en el oeste montañoso.

De las 22,500 especies que habitan en el país, más de 800 se consideran endémicas. Algunas especies catalogadas como endémicas tienen rangos que pueden extenderse ligeramente más allá de las fronteras de Macedonia del Norte. Por ejemplo, las especies que solo se encuentran en los tres grandes lagos se consideran endémicas, a pesar de que los lagos son compartidos con países vecinos.
Macedonia del Norte contiene 33 tipos de hábitats paneuropeos considerados en peligro bajo la Convención de Berna y su Red Esmeralda. Esta red cubre 35 áreas que abarcan el 29% del país. La misma red incluye 167 especies que requieren medidas específicas de conservación: 7 invertebrados, 13 peces, 3 anfibios, 7 reptiles, 115 aves, 17 mamíferos y 5 plantas.
El gobierno de Macedonia del Norte ha clasificado las amenazas a la diversidad biológica en 249 ítems, 17 de los cuales se consideraron de muy alta prioridad. Las causas raíz de estas 17 amenazas prioritarias incluyen políticas deficientes, aplicación inconsistente de leyes y regulaciones, pobreza, baja conciencia pública y el cambio climático. Se considera que 18 hábitats son vulnerables al cambio climático, junto con 58 especies de plantas y 224 especies de animales.
65 especies de aves están listadas bajo el Anexo I de la Directiva de Aves de la Unión Europea, mientras que 15 especies de aves migratorias están listadas bajo el Anexo I de la Convención sobre la Conservación de Especies Migratorias de Animales Silvestres. 24 reptiles están listados en la Convención de Berna y 25 en los apéndices de la Directiva de Hábitats de la Unión Europea. Ocho especies de anfibios están protegidas por la ley, también incluidas en la Convención de Berna y la Directiva de Hábitats de la Unión Europea. 34 especies de peces tienen protección bajo la ley macedonia. BirdLife International ha identificado 24 Áreas Importantes para las Aves y la Biodiversidad, mientras que Plantlife International ha identificado 42 Áreas Importantes para Plantas.
El Proyecto de Conservación de Buitres ha sido operado por la Sociedad Ecológica Macedonia desde 2003. El Programa de Recuperación del Lince de los Balcanes comenzó en 2006.
Entre 2007 y 2014, el gobierno destinó entre 4 y 9 millones de denar cada año para la protección ambiental. Sin embargo, la mayor parte de la financiación proviene de organismos externos, como el Fondo para el Medio Ambiente Mundial, la Unión Europea (incluyendo asistencia previa a la adhesión) y contribuciones bilaterales. Existen proyectos transfronterizos con Albania, Bulgaria y Grecia. Especies que han aumentado en número desde bases bajas de extirpación local incluyen «Gentiana pneumonanthe», «Ranunculus lingua», «Salvinia natans», «Nuphar lutea» y «Menyanthes trifoliata».

## Marco legal
La protección ambiental se convirtió en parte de la ley nacional por primera vez en 1963, bajo el Artículo 32 de la Constitución de la República Socialista de Macedonia. Esto se mantuvo en la Constitución de 1991 de la República de Macedonia bajo el Artículo 56. La constitución obliga a los ciudadanos a promover y proteger el medio ambiente.
La mayoría de las leyes ambientales se establecen a nivel nacional, con la Asamblea de Macedonia del Norte teniendo una comisión para transporte, comunicaciones y medio ambiente. El Ministerio de Medio Ambiente y Planificación Física (MoEPP) se encarga de la implementación gubernamental de leyes y regulaciones. En 2007, se estableció la Administración de Medio Ambiente dentro del MoEPP. En 2014, la Inspección Estatal de Medio Ambiente y Naturaleza se convirtió en una entidad legal separada dentro del MoEPP. El Ministerio de Agricultura, Silvicultura y Economía del Agua también juega un papel en garantizar que el medio ambiente se utilice de manera sostenible.
El país está trabajando para integrar la legislación ambiental de la Unión Europea en sus leyes nacionales y para cumplir con los Objetivos de Aichi. La clasificación y metodología de la Lista Roja de la UICN se mencionan específicamente en la Ley de Protección de la Naturaleza de la República de Macedonia del Norte ("Gaceta Oficial" núm. 67/04, según enmendada).

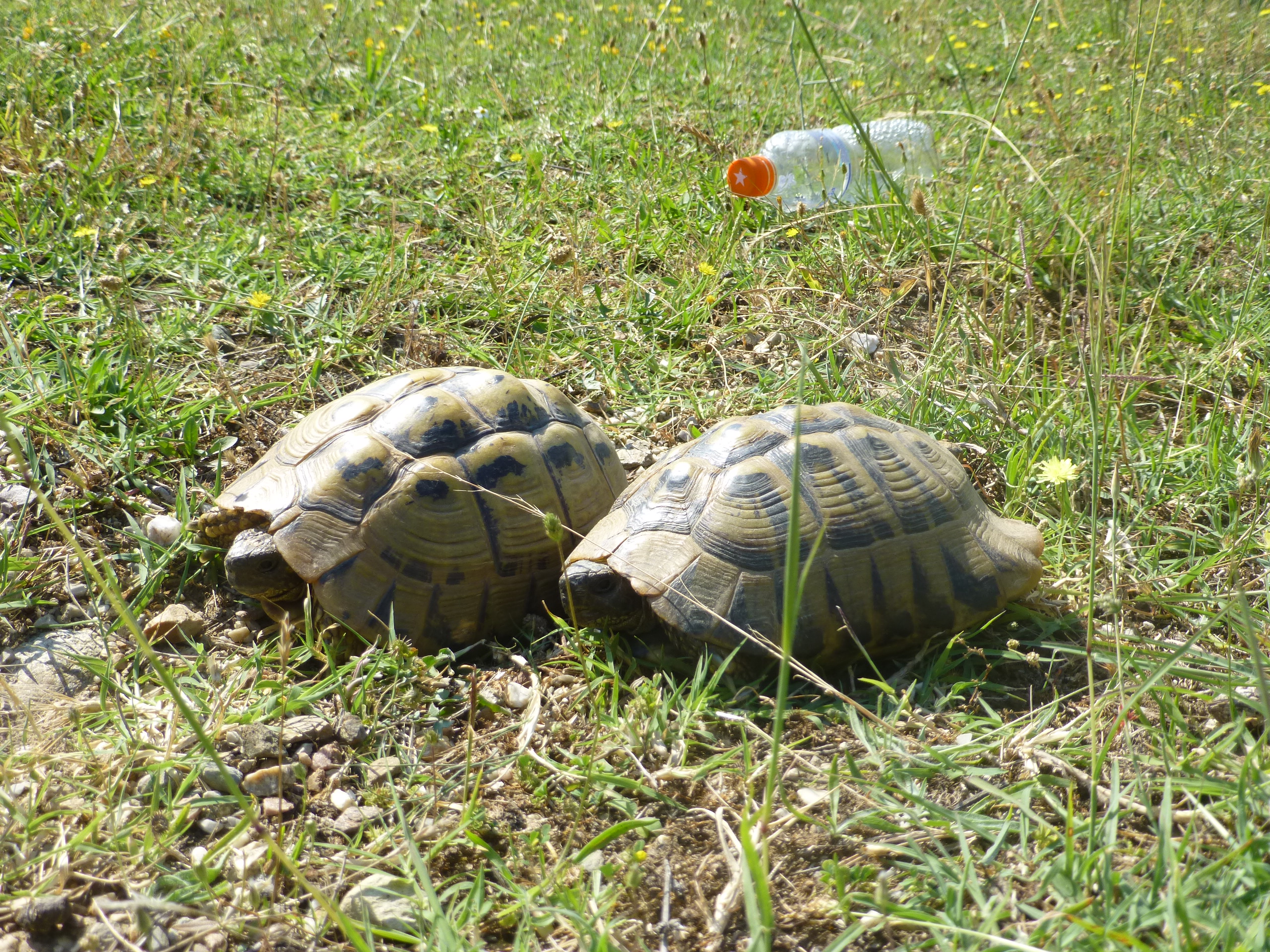
Tortugas y basura cerca del río Krushevo

Mientras que el MoEPP es responsable de la protección y monitoreo de la naturaleza, los recursos naturales, como bosques, aguas y animales de caza, permanecen bajo la jurisdicción de otros ministerios. Esta superposición en la jurisdicción ha complicado la gestión de ecosistemas y la implementación del Acquis comunitario de la Unión Europea en la ley macedonia. Diferentes aspectos del monitoreo ambiental son llevados a cabo por varios ministerios. Sin embargo, el desarrollo de una estrategia de biodiversidad fue un ejemplo temprano de cooperación efectiva entre ministerios.
La Ley de Protección de Ohrid, Prespa y el lago Doiran proporcionó protección específica para los tres grandes lagos a partir de 1977. La Ley de Protección y Promoción del Medio Ambiente y la Naturaleza se instituyó en 1996. La Ley de Protección de la Naturaleza se estableció en 2004 para consolidar leyes anteriores, como la Ley de Rarezas Naturales (1973) y la Ley de Protección de Ohrid, Prespa y el lago Doiran (1977), y la Ley de Protección de Parques Nacionales (1980). También transpone partes del Acquis comunitario, a saber, la Directiva de Hábitats, la Directiva de Aves y el Reglamento sobre la Protección de Especies de Fauna y Flora Silvestres mediante la Regulación de su Comercio. El uso de recursos naturales como plantas silvestres y partes de animales está regulado bajo la Ley de Protección de la Naturaleza. Los parques nacionales emiten permisos para la recolección de recursos silvestres de sus bosques. Esta ley también legisla para proteger el medio ambiente de especies invasoras.
Los bosques están regulados bajo el Plan Espacial de la República de Macedonia del Norte (2004), la Estrategia para el Desarrollo Forestal Sostenible en la República de Macedonia del Norte (2006), la Ley de Material Reproductivo de Especies de Árboles Forestales (2007) y la Ley de Bosques (2009). Las especies importantes para la agricultura tienen su propia protección bajo el Artículo 78 de la Ley de Agricultura y Desarrollo Rural. En 2013, se almacenaron 2,666 muestras de 89 especies en un Banco de Genes dedicado en el Instituto de Agricultura. Este banco de semillas está regulado bajo la Ley de Semillas y Plántulas. El gobierno está considerando establecer un banco de genes para la flora nativa, después de que un intento previo en el Jardín Botánico del Instituto de Biología de la Facultad de Ciencias Naturales y Matemáticas, Universidad de los Santos Cirilo y Metodio de Skopje, terminara después de un año.
La Ley de Aguas transfiere la Directiva Marco del Agua de la Unión Europea a la ley nacional y dirige la gestión de aguas, costas y humedales. Otras leyes relevantes para la gestión del agua incluyen la Ley de Empresas de Gestión del Agua y la Ley de Comunidades del Agua. El gobierno ha publicado una Estrategia Nacional para las Aguas para guiar sus acciones y está preparando planes de acción específicos para varios lagos y sistemas fluviales. La pesca comercial está regulada bajo la Ley de Pesca y Acuicultura. Un plan transfronterizo para la gestión de pesquerías en el lago Prespa está en desarrollo. Se está implementando un plan de gestión conjunto para el lago Ohrid.
La primera Estrategia Nacional de Biodiversidad y Plan de Acción fue adoptada en 2004, junto con la Ley de Protección de la Naturaleza. Solo se implementó el 56% de sus acciones propuestas. La Estrategia Nacional de Biodiversidad y Plan de Acción 2018–2023 fue adoptada el 13 de marzo de 2020 durante la 58.ª sesión del gobierno y contiene 19 objetivos específicos. Otro plan actual es la Estrategia Nacional para la Protección de la Naturaleza para 2017–2027. El primer Plan Nacional de Acción Ambiental se implementó en 2006. Este y los subsiguientes Planes Nacionales de Acción Ambiental dirigen los esfuerzos del gobierno contra la contaminación.

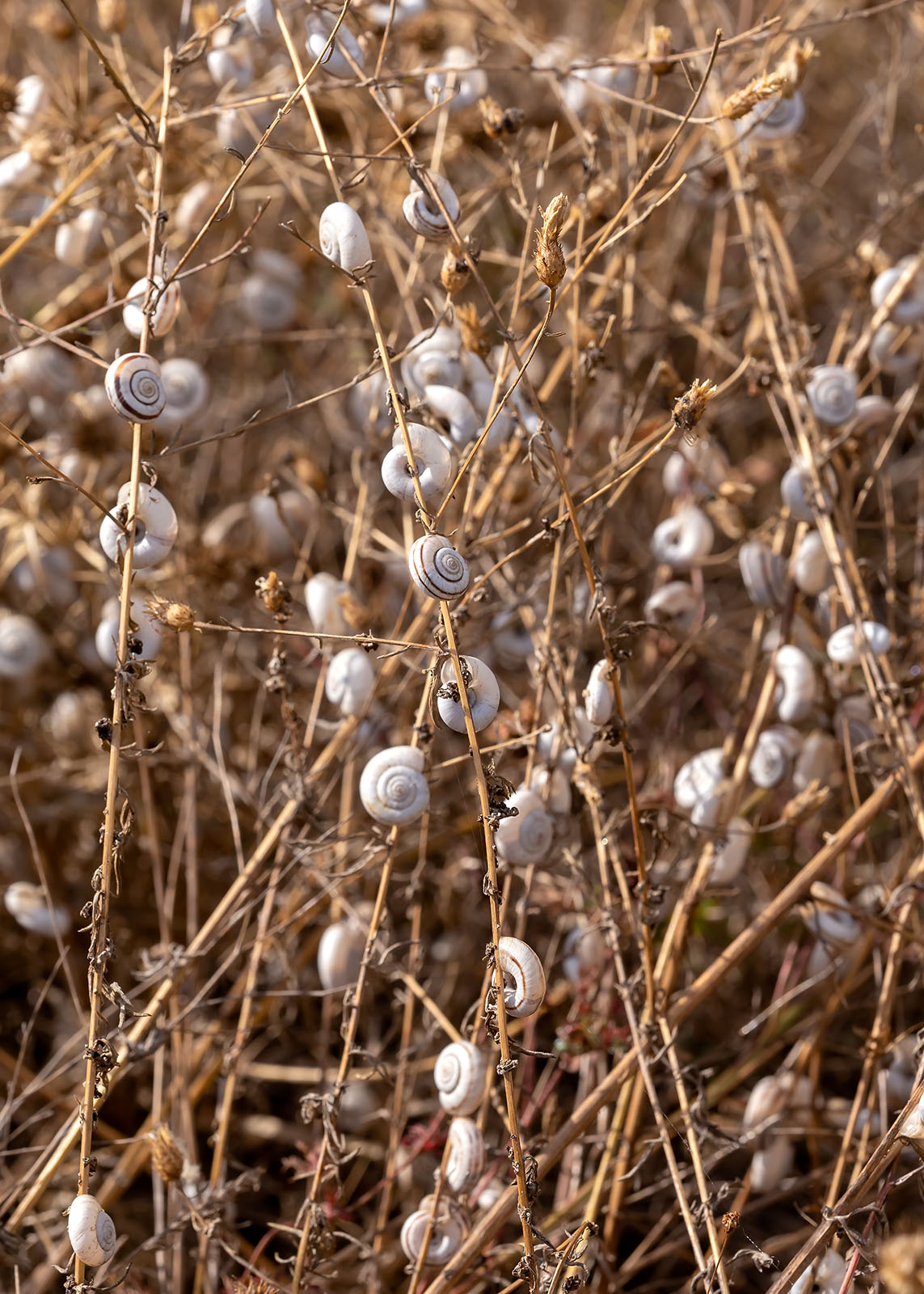
Caracoles en el Parque Nacional de Galičica

El Parque Nacional de Pelister, establecido en 1948, fue el primer parque nacional en Yugoslavia. Le siguió el Parque Nacional de Mavrovo en 1949, y el monte Galičica se convirtió en el tercer parque nacional en 1958. La Ley de Protección de Parques Nacionales se implementó en 1980. Otras áreas protegidas incluyen "Monumentos Nacionales" (Cataratas de Smolare, Markovi Kuli, Kuklica, Lovki-Golemo, la cueva Slatinski Izvor, el lago Prespa, el lago Doiran y las Fuentes de Vevchani), "Reservas Naturales Estrictas" (solo Ploche Litotelmi), "Parques Naturales" (Ezerani en el lago Prespa) y "Rarezas Naturales" (la cueva Dona Duka). Las especies individuales también pueden declararse rarezas naturales, y este estatus se ha otorgado al plátano oriental. Las áreas protegidas se han establecido de manera ad hoc y para diversos propósitos, lo que resulta en una red o estrategia poco coherente. La Ley de Protección de la Naturaleza las dividió en seis categorías. En total, los 86 sitios protegidos cubren 230,083 ha, o el 8.9% del país (4.5% parques nacionales, 3.0% monumentos, 1.4% otras áreas protegidas). Aunque estos parques nacionales tienen sistemas de gestión establecidos, otras áreas protegidas carecen de planes específicos y estudios científicos dedicados. Un cuarto parque, el Parque Nacional de Shar Mountain, fue creado en 2021.
Hay dos clases de especies protegidas bajo la ley macedonia: "Estrictamente Protegidas" y "Protegidas". Existen medidas de protección nacional para las especies "Estrictamente Protegidas", pero aún no para las especies identificadas como "Protegidas". Se ha promulgado legislación para controlar el comercio de vida silvestre y partes de vida silvestre.
La Constitución trata a los animales de caza como bienes comunes, que reciben una protección especial. La regulación actual se establece bajo la Ley de Caza de 2012. 133 especies silvestres están clasificadas como caza: 110 aves y 23 mamíferos. Hay 112 cotos de caza para animales grandes y 144 para animales pequeños. Todos están divididos entre 11 áreas de gestión de caza bajo el Plan Maestro General de Gestión de Caza. Las especies más cazadas incluyen liebres, perdices, faisanes, jabalíes y rebecos. Anteriormente desprotegidos, los osos fueron clasificados como una especie de caza en 1988, obteniendo protecciones de la ley de caza en 1996. Entre 2003 y 2012, se registraron 762 lobos, 76 ciervos, 521 rebecos, más de 6,000 jabalíes, más de 32,000 conejos, 252 aves rapaces y 1,500 aves acuáticas cazadas. Algunas especies cazadas han visto reducciones pronunciadas en su población. Algunas poblaciones de ciervos se han reducido hasta en un 93%. La lista legal de especies protegidas y estrictamente protegidas no se ha mantenido actualizada con la taxonomía, por ejemplo, al contar doblemente especies que anteriormente tenían múltiples nombres.

#### Convenciones internacionales
Macedonia del Norte ratificó la Convención sobre la Diversidad Biológica en 1997, la Convención Marco de las Naciones Unidas sobre el Cambio Climático en 1997, la Convención de las Naciones Unidas de Lucha contra la Desertificación en 2002 y el Protocolo de Kioto en 2004. Macedonia del Norte también es parte de la Convención sobre la Conservación de Especies Migratorias de Animales Silvestres, junto con el Acuerdo sobre la Conservación de Poblaciones de Murciélagos Europeos y el Acuerdo sobre la Conservación de Aves Acuáticas Migratorias Afro-Euroasiáticas.
Dos áreas que suman 21,616 hectáreas (53,4 acre) han sido designadas humedales de importancia internacional bajo la Convención de Ramsar: el lago Prespa en 1995 y el lago Doiran en 2007. Sin embargo, actualmente no existe un programa nacional para la conservación de humedales, a pesar de las obligaciones bajo la convención. El lago Ohrid fue designado como Patrimonio de la Humanidad de la UNESCO bajo los criterios de naturaleza en 1979. La cueva Slatinski Izvor y el paisaje de Markovi Kuli fueron inscritos tentativamente en 2004.